# Gaio Senzio Saturnino
Gaio Senzio Saturnino (in latino: Gaius Sentius Saturninus; Atina, 60 a.C. circa – 12/14 d.C.) è stato un politico e militare dell'Impero romano.
Il nonno era stato pretore, mentre il cugino, L.Scribonio Libone (console nel 34 a.C.), era un consolare.  Di lui Velleio Patercolo ricorda, dopo averlo conosciuto negli anni 4 e 5 in Germania, che era un uomo dalle molteplici virtù, serio ed al contempo brillante.

## Biografia

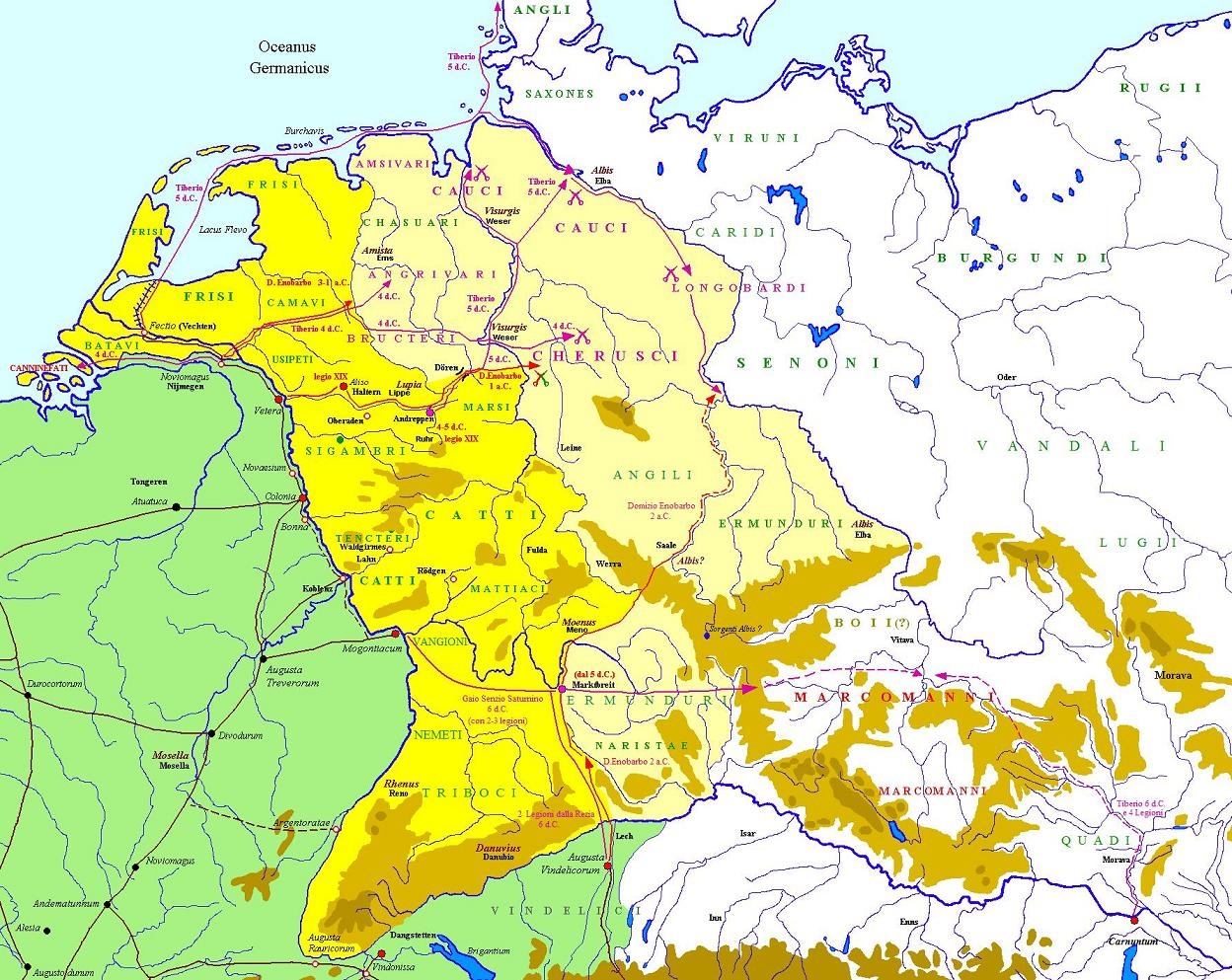
Le campagne di Tiberio e Saturnino in Germania nel 4-6 d.C.

Divenuto console nel 19 a.C., dovette affrontare notevoli responsabilità nel sedare alcuni disordini popolari fomentati da Marco Egnazio Rufo (pretore nel 20 a.C.), che aveva ordito un complotto per uccidere Augusto. Quest'ultimo una volta scoperto veniva messo a morte.
In seguito governò l'Africa proconsularis (attorno al 13 a.C.), la Siria (attorno al 9-7 a.C.; ed in Giudea effettuò il censimento, sotto Erode) e la Gallia-Germania dal 6 al 3 a.C.
Tornava in Germania con Tiberio in qualità di suo legato dal 4 al 6, ottenendo gli ornamenta triumphalia al termine delle prime due campagne del 4 e 5 d.C., quando un esercito romano raggiunse l'Elba.

Nel 6 Tiberio aveva programmato di abbattere il regno marcomanno di Maroboduo, completando così l'occupazione dell'intera Germania e portando definitivamente i confini dell'Impero romano dal Reno all'Elba. Saturnino doveva condurre gli eserciti di Gallia, Germania e Rezia in Boemia (per un totale di 4-5 legioni, dalla regione di Mogontiacum e dall'alto Danubio),  mentre Tiberio, da Carnuntum, lungo il fronte occidentale avrebbe condotto altre 4 legioni lungo il fronte orientale, in una manovra a tenaglia che non desse scampo al re dei Marcomanni. Lo scoppio della rivolta in Pannonia e Dalmazia proprio al principio di questa campagna marcomannica, interruppe l'avanzata romana a soli cinque giorni di marcia dagli avamposti nemici.
È possibile che abbia governato la neo provincia germanica fino al 7, anno in cui veniva sostituito da Publio Quintilio Varo.
Ebbe un figlio, Cneo (o Caio/Gaio?) Senzio Saturnino, divenuto anch'egli console nel 4 d.C. Moriva probabilmente prima di Augusto attorno al 12-14 d.C.
Secondo la Treccani si tratta di due figli distinti: l'omonimo Gaio console nel 4 d.C. insieme a Elio Catone, e Gneo console suffetto nel 4 d.C. che accompagnò il padre in Siria e amministrò la provincia dopo di lui.